# Dzsidai járás

A Dzsidai járás Burjátföldön

A Dzsidai járás (oroszul Джиди́нский район, burját nyelven Зэдын аймаг) Oroszország egyik járása Burjátföldön. Székhelye Petropavlovka falu.

## Népesség
- 2002-ben 32 449 lakosa volt, melyből 54,6% orosz, 42,1% burját.
- 2010-ben 29 352 lakosa volt, melyből 16 204 orosz, 12 017 burját, 448 tatár, 86 ukrán, 76 örmény, 34 fehérorosz, 24 csuvas, 23 kazah, 22 tuva, 21 baskír, 20 grúz stb.